# Glasionomerzement
Glasionomerzement (GIZ) ist ein Füllungsmaterial in der Zahnheilkunde. Er besteht aus reiner Polyacrylsäure oder Copolymerisaten aus Acrylsäure, Itakonsäure oder Maleinsäure und aus Calcium-Aluminium-Silikat-Glas und destilliertem Wasser.

## Abbindereaktion
Die Säuren lösen das Calcium und das Aluminium aus dem Silikatglas. Dabei diffundiert das Calcium schneller als das Aluminium und reagiert deshalb zuerst mit der Säure. Das Calcium vernetzt die Säure und innerhalb der Dauer von 5 bis 10 Minuten entsteht Calcium-Polycarboxylatgel. Nach etwa 24 Stunden lagert sich auch das Aluminium in die Calcium-Polycarboxylatgel-Matrix ein und stabilisiert diese so erheblich, dass das wasserunlösliche Calcium-Aluminium-Carboxylatgel entsteht, das das eigentliche Füllungsmaterial darstellt. Die Abbindereaktion folgt also einer Säure-Base-Reaktion. Anstelle von Metallen können auch Kunststoffe zugesetzt werden. Diese kunststoffmodifizierten Glasionomer-Zemente werden durch Licht (z. B. Halogen- oder LED-Polymerisationslampen) ausgehärtet.

## Haftung am Zahn
Glasionomerzemente halten über die Carboxygruppe der Säure chemisch an der Zahnhartsubstanz (Schmelz 5 MPa, Dentin 3 MPa). Eine Klebetechnik wie bei Kunststoffen (Komposit oder Compomer) ist nicht erforderlich. Zudem zeigen Glasionomerzemente keine Polymerisationsschrumpfung. Ihre Nachteile gegenüber Kunststofffüllungen sind die im Vergleich deutlich geringere Bruch- und Biegefestigkeit sowie die geringe Abrasionsstabilität.

## Indikation
Glasionomerzemente sind je nach Viskosität indiziert zur Befestigung von Kronen und Brücken, als Unterfüllungsmaterial (Sandwich-Technik), sowie für Milchzahnfüllungen und semipermanente Füllungen der Kavitäten der Klasse I, II und V.
Bei kleineren Kariesdefekten am Zahnhals kann er eingesetzt werden, muss dann aber regelmäßig vom Zahnarzt auf seine Haltbarkeit kontrolliert werden.
Im Rahmen der von der WHO geförderten ART-Versorgung (Atraumatic Restoration Treatment = Füllungsbehandlung ohne Bohrer) werden Glasionomerzemente als definitives Füllungsmaterial in Entwicklungsländern verwendet. In Gegenden, die nicht mit Elektrizität versorgt sind und keine Behandlungseinheiten zur Verfügung stehen, werden kariöse Zähne mittels Handinstrumenten schmerzarm behandelt und benötigen deshalb keine Lokalanästhesie.

## Besonderheiten
Durch die große Partikelgröße der Silikatteilchen ist GIZ schlecht polierbar.

### Fluoridabgabe
Durch die Abgabe von Fluoridionen beugt es der Sekundärkaries vor.

### Pulpaverträglichkeit
Die Pulpaverträglichkeit ist noch nicht eindeutig geklärt. Es sind deshalb pulpanahe Bereiche mit Unterfüllungen aus Calciumhydroxid abzudecken. Die Kavitäten bzw. die Kronenstümpfe sind zu desinfizieren, da im Gegensatz zum Phosphatzement dem Glasionomerzement die bakterizide Wirkung fehlt.

## Krankenkassen
Nach dem Verbot von Amalgam in der Europäischen Union erkennen die Gesetzlichen Krankenkassen in Deutschland ab 2025 Glasionomer-Zement als zuzahlungsfreie Alternative an.